# Eupristina aurivillii
Eupristina aurivillii är en stekelart som beskrevs av Mayr 1906. Eupristina aurivillii ingår i släktet Eupristina och familjen fikonsteklar. Inga underarter finns listade i Catalogue of Life.